# Nikolaes Heinsius der Jüngere
Nikolaes Heinsius der Jüngere, auch Nicolaes, Nicolas, Nikolas, (* 1656 in Den Haag; † Januar 1718 in Culemborg) war ein holländischer Schriftsteller und Arzt.

## Leben
Heinsius wurde als illegitimer Sohn des Schriftstellers Nikolaes Heinsius der Ältere geboren; er war ein Enkel von Daniel Heinsius. Er studierte Medizin und ließ sich in seiner Vaterstadt als Arzt nieder.
1650 entsandte man den Vater als holländischen Abgesandten an den Hof von Stockholm. Dieses Amt hatte er bis 1656 inne. Anschließend kehrte er in die Niederlande zurück und wurde noch im selben Jahr zum offiziellen Historiker der Stadt Amsterdam berufen. 1687 berief Königin Christine von Schweden dessen Sohn in Rom zu ihrem Leibarzt. In ihrem Auftrag war er später auch schwedischer Berichterstatter in Florenz.
Als seine Dienstherrin am 19. April 1689 in Rom starb, wurde Nikolaes Heinsius der Jüngere vom Kurfürsten von Kleve engagiert – ebenfalls als Leibarzt. Später reiste Heinsius nach Polen und Moskau.
1695 debütierte Heinsius mit dem satirischen Roman den vermakelyken aventurier als Schriftsteller. Dieser Roman war ganz im Stil des Lazarillo von Tormes gehalten; ein Werk, dessen Autorenschaft man Diego Hurtado de Mendoza y Guevara unterstellt. Zwei Jahre später veröffentlichte Heinsius seinen Don Clarazel; hier ist als Vorbild Du Verdier (i. e. Gilbert Saulnier) zu nennen. Außerdem verfasste Heinsius noch eine ganze Reihe medizinischer Fachbücher.
Im Alter von 61 Jahren starb Nicolas Heinsius 1718 in Culemborg.

## Werke
- Don Clarazel de Gontarnos (1697)
- Den vermakelyken aventurier (1695)